# David Checa

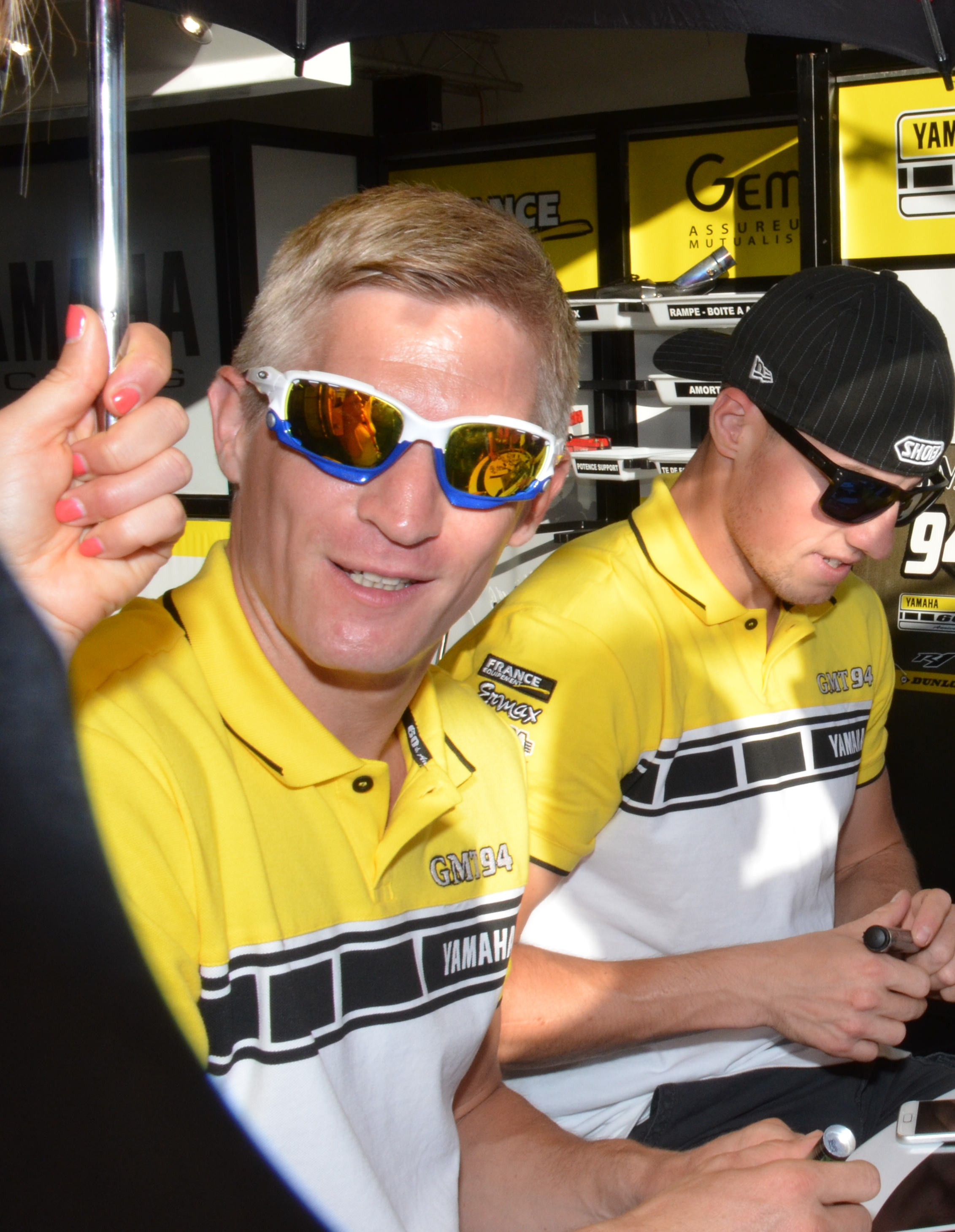
David Checa op het Circuit Paul Ricard in 2015.

David Checa Carrera (Barcelona, 20 april 1980) is een Spaans motorcoureur. Hij is de broer van Carlos Checa, die eveneens motorcoureur is.

## Carrière
Checa begon zijn motorsportcarrière in 1996. In 1998 kwam hij uit in het Spaans kampioenschap Supersport, waarin hij met een podiumfinish zevende werd. In 1999 debuteerde hij in het wereldkampioenschap Supersport op een Ducati. Hij kende een lastig seizoen en behaalde enkel een punt met een vijftiende plaats op Assen, waardoor hij op plaats 46 in het klassement eindigde. In 2000 maakte hij de overstap naar de 250 cc-klasse van het wereldkampioenschap wegrace en reed hierin op een TSR Honda. Dat jaar was een negende plaats in Groot-Brittannië zijn beste resultaat, waardoor hij met 24 punten negentiende werd in het kampioenschap. In 2001 stapte hij over naar een reguliere Honda en behaalde hij zijn beste klassering met een zevende plaats in Italië. Met 35 punten verbeterde hij zichzelf naar de zeventiende plaats in de eindstand. In 2002 kwam hij uit op een Aprilia en was hij regelmatig in de top 10 te vinden, met een zesde plaats in de seizoensfinale in Valencia als hoogtepunt. Met 60 punten werd hij dertiende in het klassement.
In 2003 verliet Checa het WK wegrace en kwam hij uit in de 250 cc-klasse van het Europees kampioenschap wegrace, waarin hij twintigste werd met 13 punten. In 2004 werd hij wereldkampioen in het FIA Endurance World Championship (EWC), samen met William Costes, en in 2005 was hij testcoureur voor Pirelli, dat hij hielp met het ontwikkelen van de banden voor het wereldkampioenschap superbike. Dat jaar reed hij ook in drie weekenden van het WK superbike op een Yamaha als wildcardcoureur, met een negende plaats in zijn thuisrace in Valencia als beste resultaat. Ook debuteerde hij dat jaar in de MotoGP op een Yamaha als invaller van de geblesseerde Toni Elías in drie races. Hij behaalde zijn beste resultaat met een dertiende plaats in Catalonië. Verder won hij voor het eerst de 24 uur van Le Mans Moto op een Yamaha, samen met Costes en Sébastien Gimbert.

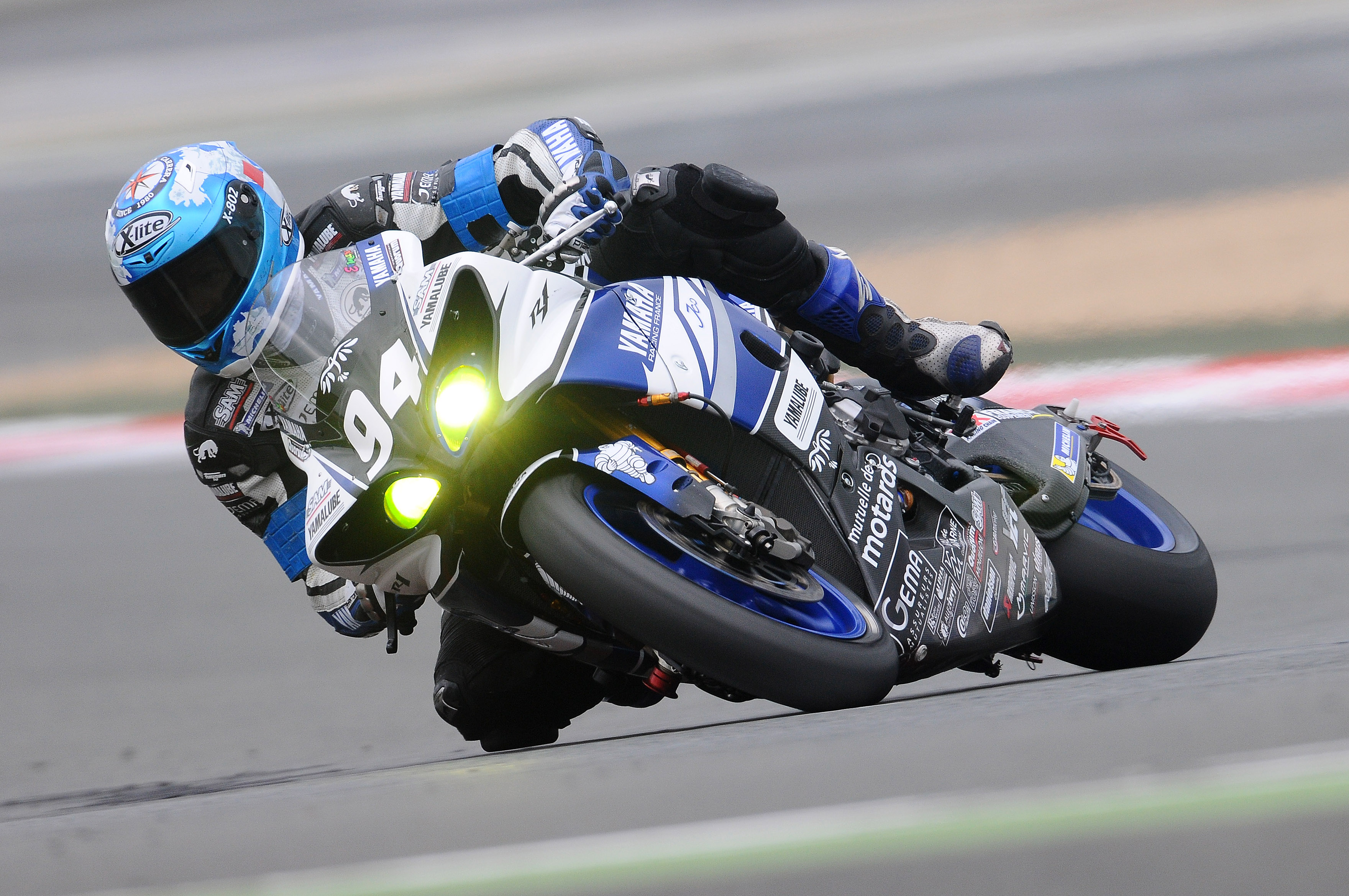
David Checa op het Circuit Ricardo Tormo Valencia in 2008.

In 2006 keerde Checa terug in het WK Supersport op een Yamaha en behaalde hij zijn beste resultaat met een vierde plaats in Misano. Met 44 punten werd hij elfde in het kampioenschap. In 2007 werd hij twee keer zesde in Lausitz en Magny-Cours en werd zo twaalfde met 50 punten. Dat jaar won hij ook voor het eerst de Bol d'Or. In 2008 keerde hij terug in het WK superbike, waarin hij voor het eerst een volledig seizoen reed voor Yamaha. Hij kende een lastig jaar met een elfde plaats op Donington als beste resultaat. Met 12 punten eindigde hij op plaats 28 in het klassement. In 2009 reed hij opnieuw in de klasse, met ditmaal een veertiende plaats in het laatste weekend in Portimão als beste klassering. Met 4 punten eindigde hij op plaats 37 in het kampioenschap.
Na 2009 nam Checa voornamelijk deel aan langeafstandsraces in het EWC. In 2014 werd hij voor de tweede keer kampioen in deze klasse, samen met Mathieu Gines en Kenny Foray. Ook in de seizoenen 2016-17 en 2018-19 behaalde hij de titel; in het eerste jaar deed hij dit voor Yamaha samen met Niccolò Canepa en in het tweede jaar voor Kawasaki samen met Jérémy Guarnoni en Erwan Nigon. Verder won hij in 2017 voor de tweede keer de Bol d'Or met Canepa en Mike Di Meglio. Dat jaar won dit trio ook de 24 uur van Le Mans Moto. In 2019 zegevierde Checa met Guarnoni en Nigon opnieuw in deze race.